# 严格决定博弈
在博弈论中，一个有两方参与的零和博弈被称为严格决定博弈，当在双方使用纯策略的情况下有纳什均衡。严格决定博弈的值（博弈的结果）等同于该均衡给出的值。
严格决定博弈的一个例子是国际象棋。

## 定义
记博弈的支付矩阵为{\displaystyle A=(a_{i,j})}。博弈被称为严格决定的，当矩阵中的一个值{\displaystyle a_{h,k}}同时是其所在行的最小值、所在列的最大值。在这种情况下，{\displaystyle a_{h,k}}被称为博弈的值，该行（记作{\displaystyle R_{h}}）被称为行玩家（row player）的最优行为或最优选择，该列（记作{\displaystyle C_{k}}）被称为列玩家（column player）的最优行为或最优选择。
在这里的支付矩阵代表的是不同情况下付给行玩家的收益，通常写在矩阵左侧的行玩家有{\displaystyle R_{1},R_{2},R_{3},...R_{m}}行行为以供选择，而写在矩阵上方的列玩家有{\displaystyle C_{1},C_{2},C_{3},...C_{n}}列行为以供选择。